# San Nicola dell’Alto
San Nicola dell’Alto – miejscowość i gmina we Włoszech, w regionie Kalabria, w prowincji Crotone.
Według danych na rok 2004 gminę zamieszkiwało 1106 osób, 158 os./km².